# Pablo Aninat
Pablo Aninat Fernández (Viña del Mar, Chile; 30 de julio de 1991) es un jinete profesional chileno de rodeo. Fue campeón nacional de Chile junto a Alfredo Díaz en el Campeonato Nacional de Rodeo de 2019 al realizar 40 puntos, montando a "Peumo Marcado" y "Doña Inés".

## Biografía
Nació en Viña del Mar y fue criado en Quillota, específicamente en la localidad de San Isidro. Practicó rodeo desde niño, con muy buenos resultados, clasificando con 14 años a su primer Campeonato Nacional de Rodeo el año 2006. Dos años más tarde ya era tercer campeón de Chile, siendo jinete amateur.
Decidió probar suerte en distintos corrales como jinete profesional, para poder pagar sus estudios universitarios. Dentro del profesionalismo continuó con buenos resultados, ganando una serie de rodeos, hasta alcanzar su máximo logro como campeón nacional el año 2019.

### Campeonatos nacionales
| Año  | Collera      | Caballos                      | Puntaje | Asociación       |
| ---- | ------------ | ----------------------------- | ------- | ---------------- |
| 2019 | Alfredo Díaz | "Peumo Marcado" y "Doña Inés" | 40      | Santiago Oriente |

### Terceros campeonatos
- 2008: junto con Sergio Abarca, montando a "Estrellero" y "Estafado" con 33 puntos.
- 2022: junto con Alfredo Díaz, montando a "Peumo Marcado" y "Mala Yerba" con 35 puntos.